# Rodolphe II de Haspinga
Rodolphe II de Haspinga ou Rodolphe de Betuwe, né vers 920 et mort vers 970, est un noble de la Basse-Lotharingie, comte d'une région qui comprenait une grande partie de l'actuel Limbourg belge.

## Biographie
Rodolphe est le fils de Nevelung, comte de Betuwe, et d'une fille de Régnier II de Hainaut. Dans un document analysé par Léon Vanderkindere concernent une concession par son oncle l'évêque Baldéric d'Utrecht en 943, Rodolphe est mentionné comme le frère du futur évêque liégeois Baldéric I de Liège. Rodolphe et son frère Balderic sont alors probablement jeunes, car Balderic est décrit comme un garçon (puer en latin) en 956 lorsqu'il devient évêque de Liège. Il est également frère de Régnier III de Hainaut, car un an plus tard, castella Ragnarii ac Rodulfi fratrum (le château des frères Régnier et Rodolphe) est assiégé. Les noms Baldéric et Gislebert dans le même arbre généalogique semblent indiquer un mariage entre les Régnier et les Baldéric (vers 920). Deux théories tentent d'établir un lien entre un tel mariage et le comte Gislebert de Looz :
- Du mariage de Régnier II de Hainaut et Alix (fille de Richard de Bourgogne) est né Rodolphe, grand-père de Gislebert[1].
- Du mariage de Nevelong (un frère de Baldéric d'Utrecht) avec une nièce de Gislebert de Lotharingie est née Berta, la grand-mère de Gislebert[2].

## Descendance
Selon Jean Baerten, Gislebert, Arnulf et Baldéric II de Liège sont les fils ou petits-fils de Rodolphe. Ils seraient nés avant 990. Gislebert n'a probablement pas d'enfants et c'est donc Arnulf, son frère ou son cousin, qui lui succède. Ceci explique pourquoi  le prénom "Arnulf" ou "Arnold" est donné à de nombreux membres de la famille des comtes de Looz. Cela contraste avec l'ancienne hypothèse selon laquelle les comtes de Looz ne pouvaient descendre que de Gislebert de Looz.

### Gislebert de Looz
Gislebert ou Gijsbrecht est le premier à être mentionné comme "comte de Looz".

### Arnulf de Haspinga
La date exacte de la naissance et de la mort d'Arnulf sont inconnues. Karel Verhelst place sa mort en 1040 ou peu de temps avant. Cette année-là, Arnulf est mentionné pour la dernière fois dans les chartes. Le document indique qu'Arnulf a donné le comté de Haspinga comme fief  au prince-évêque Nithard de Liège. Son frère Baldéric II de Liège, l'un des anciens princes-évêques, l'a probablement incité à le faire. Par le transfert de Haspinga, l'ensemble du comté passe sous la protection liégeoise.
Ses fils présumés sont :
- Emmon de Looz, qui lui succède en comme comte de Looz
- Herman de Gronsveld
- Otto Ier de Duras, qui par son mariage avec une héritière d' Avernes acquiert la région de Saint-Trond et la tutelle de son abbaye

### Baldéric II de Liège
Baldéric II de Liège est prince-évêque de Liège de 1008 à 1018.

## Zone d'influence
En 949, Rodolphe est présent à la confirmation de l'appartenance de l' abbaye de Susteren à l'abbaye de Prüm. Il règne sur le comté de Haspinga, auquel sont rattachés des vestiges du Maasgau : le Maaslandgouw (950 pago Moselano ) et le comté de Hocht (952 pago Huste ). C'est Jean Baerten qui suggère l'identification d'Huste avec Hocht. De plus, Hocht, situé au centre de la Meuse, aurait été la nouvelle capitale du comté jusqu'à ce que, après l'an 1000, Looz soit choisie comme voie commerciale entre Bruges et Cologne. En conséquence, le comté est baptisé comté de Looz.
Rodolphe est mentionné en 966, lorsque l'empereur Otto Ier confirme sa donation de Lentlo (Lillois) à l'abbaye de Nivelles. Cependant, la même année, il est signalé que les biens de Rodolphe ont été précédemment confisqués. La plupart des historiens présument que la confiscation a lieu dès 958, au moment de l'exil des Régnier, et que Rodolphe est réinstallé en 966. D'autres pensent que Rodolphe perd définitivement ses biens en 966. En fonction de ces éléments, les premiers comtes de Looz, Gislebert de Looz et Arnulf de Haspinga, peuvent ou non être apparentés à Rodolphe.
Gislebert et Arnulf sont mentionnés à propos des comtés de Haspinga et de Hocht. Le comté de Maasland semble avoir disparu ; la plupart des territoires ont été séparés du comté de Looz dans les siècles suivants. Giselbert et Arnulf ont probablement gouverné leurs territoires ensemble sous la forme d'un condominium. La description de Haspengouw comme « partie du comté de Giselbert » (1018) et Giselbert comme « comte de Haspengouw » (1036) l'indiquent. Peut-être Giselbert est-il mort peu après 1031, après quoi Arnulf gouverne seul les deux régions jusqu'à sa mort (vers 1040).